# ブラジルのサッカー選手一覧
ブラジルのサッカー選手一覧（ブラジルのサッカーせんしゅいちらん）は、ブラジル出身のサッカー選手の一覧である。Category:ブラジルのサッカー選手も参照。
この項目はCategoryではないので、記事の無い選手については赤リンクや仮リンク、簡単な説明の併記なども可能。

## 1980年代
| GK - バウディール・ペレス - ガーロ | DF - マリーニョ・シャガス - オスカル・ベルナルディ - ジュニオール - ジョアン・アマラウ - エジーニョ - ルイジーニョ - レアンドロ・フェレイラ - カルロス・モーゼル | MF - マルコ・アントニオ - ジルセウ - ジーコ - ファルカン - ソクラテス - バチスタ - トニーニョ・セレーゾ - チッタ | FW - パウロ・イジドーロ - ロベルト・ディナミッチ - レイナウド - ゼ・セルジオ - エデル - カレッカ |

## 1990年代
| GK - クラウディオ・タファレル | DF - リカルド・ローシャ - ブランコ - ジョルジーニョ・カンポス - リカルド・ゴメス - アウダイール・サントス - アンドレ・クルス - アントニオ・ザーゴ - マルシオ・サントス - カフー - ジュニオール・バイアーノ | MF - アレモン - ドゥンガ - バウド・オリヴェイラ - ライー・オリヴェイラ - パウロ・シーラス - マジーニョ - ジーニョ - マウロ・シルバ - セザール・サンパイオ - レオナルド・アラウージョ | FW - レナト・ガウショ - ベベット - ロマーリオ・ファリア - ミューレル |

## 2000年代
| GK - マルコス・レイス - ジーダ - ジュリオ・セザール - ドニ・マランゴン | DF - ロベルト・カルロス - ゼ・マリア - ジウベルト・メロ - エジミウソン・ゴメス - ロッキ・ジュニオール - ルッシオ・フェレイラ - ジュアン・サントス | MF - リバウド - ジュニーニョ・パウリスタ - ヴァンペッタ - フラビオ・コンセイソン - ゼ・ロベルト - ジュニーニョ・ペルナンブカーノ - エメルソン・フェレイラ - ジウベルト・シウバ - アレックス・ソウザ - デニウソン・オリヴェイラ - レナト・フロレンシオ - ジョゼ・クレベルソン - ジョズエ・オリヴェイラ | FW - エジムンド・アウヴェス - ロナウド - ロナウジーニョ - リカルド・オリヴェイラ - ルイス・ファビアーノ |

## 2010年代
| GK - ジェフェルソン・オリヴェイラ - ジエゴ・アウヴェス - ゴベッチ - ジュリオ・セザル - アリソン・ベッカー - エデルソン | DF - ルイゾン・シウバ - マイコン - ダニエウ・アウヴェス - チアゴ・シウバ - ジョアン・ミランダ - フィリペ・ルイス - ダビド・ルイス - マルセロ - デデ - カヌ - フレイレ - ダンテ - ブレーノ・セザル - ヴィニシウス - マウリシオ - エベルト・シルバ・サントス - エウレー - ジュニオール - ジャイロ・ロドリゲス - ヘナン - ジェルソン・ビエイラ - フェリペ・タヴァレス - マルキーニョス - アレックス・テレス | MF - エラーノ - カカ - ジエゴ・クーニャ - フェルナンジーニョ・ローザ - エルナネス・リマ - エリアス・メンデス - ルーカス・レイヴァ - ラミレス・ナシメント - ルイス・グスタヴォ - レナト・アウグスト - パウリーニョ - ウィリアン - エヴェルトン・リベイロ - ガンソ - サンドロ・コルデイロ - カウエ - ドリバ - ルーカス・ダウベルマン - ヴィニシウス - アウグスト - カゼミーロ - コウチーニョ | FW - ジュリオ・バチスタ - アドリアーノ・リベイロ - フレッジ・ゲデス - ロビーニョ - ネイマール - ヴァグネル・ラヴ - ジエゴ・タルデッリ - ラファエル・ソビス - フッキ - ジョー・アウヴェス - アラン・ロペス・ピニェイロ - レアンドロ・ダミアン - アレシャンドレ・パト - チアゴ・アウベス - ジュニオール・バホス - クレーベ・ラウベ・ピニェイロ - マルセロ・トスカーノ - ラファエルソン - フェリペ・アウベス - チッキーニョ - ミシャエル - ガビゴル - ガブリエウ・ジェズス - ジョアンデルソン - ロベルト・フィルミーノ - リシャルリソン - ヴィニシウス・ジュニオール |